# Euclasta bacescui
Euclasta bacescui är en fjärilsart som beskrevs av Popescu-gorj och Ovidiu Constantinescu 1977. Euclasta bacescui ingår i släktet Euclasta och familjen Crambidae. Inga underarter finns listade i Catalogue of Life.